# Championnat de Tunisie de football 1948-1949
 (mars 2017).
Si vous disposez d'ouvrages ou d'articles de référence ou si vous connaissez des sites web de qualité traitant du thème abordé ici, merci de compléter l'article en donnant les références utiles à sa vérifiabilité et en les liant à la section « Notes et références ».
Navigation
Saison précédente Saison suivante
La saison 1948-1949 du championnat de Tunisie de football est la troisième édition de la première division tunisienne à poule unique qui se dispute au niveau national, le championnat d'excellence. Les dix meilleurs clubs tunisiens jouent les uns contre les autres à deux reprises durant la saison, à domicile et à l'extérieur.
Cette année, le titre est remporté par le Club athlétique bizertin dont c'est la première saison parmi l'élite du football tunisien. Il s'agit du premier titre de champion de Tunisie du club qui a auparavant remporté les deux critériums successifs de 1944-1945 et 1945-1946.
À la fin de la saison, il est décidé de porter le nombre de clubs à douze et d'annuler la rétrogradation. Le Sfax railway sport, qui a battu les champions des divisions d'honneur Centre, la Jeunesse sportive kairouanaise, et Sud-Ouest, le Khanfous de Redeyef, monte en compagnie de l'Association sportive française (champion de la division d'honneur Nord) qu'il a battu pour l'octroi du titre de champion national de la division d'honneur.

## Clubs participants
| - Club africain - Club athlétique bizertin - Club sportif gabésien - Club tunisien - Espérance sportive | - Étoile sportive du Sahel - Patrie Football Club bizertin - Patriote de Sousse - Union sportive de Ferryville - Union sportive tunisienne |

## Compétition

### Classement
Le barème de points servant à établir le classement se décompose ainsi :
- Victoire : 3 points
- Match nul : 2 points
- Défaite : 1 point

| Rang | Équipe                        | Pts | J  | G  | N | P      | Bp | Bc | Diff |
| ---- | ----------------------------- | --- | -- | -- | - | ------ | -- | -- | ---- |
| 1    | Club athlétique bizertin      | 48  | 18 | 14 | 2 | 2      | 46 | 13 | +33  |
| 2    | Club africain                 | 46  | 18 | 13 | 2 | 3      | 43 | 20 | +23  |
| 2    | Étoile sportive du Sahel      | 46  | 18 | 12 | 4 | 2      | 41 | 17 | +24  |
| 4    | Club tunisien                 | 38  | 18 | 7  | 6 | 5      | 33 | 22 | +11  |
| 5    | Espérance sportive            | 37  | 18 | 7  | 5 | 6      | 31 | 27 | +4   |
| 6    | Union sportive de Ferryville  | 34  | 18 | 7  | 3 | 8(1F)  | 26 | 21 | +5   |
| 7    | Patriote de Sousse            | 30  | 18 | 4  | 4 | 10     | 22 | 41 | -19  |
| 8    | Patrie Football Club bizertin | 29  | 18 | 2  | 7 | 9      | 23 | 37 | -14  |
| 9    | Union sportive tunisienne     | 26  | 18 | 2  | 5 | 11(1F) | 12 | 29 | -17  |
| 10   | Club sportif gabésien         | 24  | 18 | 2  | 2 | 14     | 15 | 68 | -53  |

|  | Champion de Tunisie 1946-1947 |
|  | Relégué                       |

### Meilleurs buteurs
- Mounir Kebaili (CA) : 11 buts
- Habib Mougou (ESS) : 10 buts
- Augustin Bernardi (USF), Mohamed Ben Romdhan (CT), Moncef Kchouk (ES), Charles Cimalando (PS) et Tijani Chaffiaâ[2] (CAB) : 9 buts
- Cherif Mathlouthi (CA) et Hédi Bsiri (CAB) : 8 buts

### Champion
- Direction :
  - Président : Hédi Baccouche
  - Vice-président : Abdelkrim Ben Cheikh et Chedly Ksadri
  - Secrétaire général : Mohamed Fatnassi
  - Trésorier : Mustapha Haj Kassem
- Entraîneurs : Abdelkrim Ben Cheikh et Ahmed Bsiri
- Joueurs : Mannoubi Jeddi (GB), Mustapha Haj Kassem, Ali Bsiri, Mohamed Habib Chetouane, Hassouna Haj Kassem, Mahmoud Ben Braham, Abdelhamid Ben Brahim, Tijani Chaffiaâ, Hédi Bsiri, Sadok Soussi, Mohamed Chetouane, Tahar Mehouachi alias « Lahmar », Sadok Soussi, Chedly Bouzid, Salah Mehouachi alias « Harnif »